# Mariasteen (bedrijf)
Mariasteen is een Belgisch toeleveringsbedrijf in metaal, montage en hout. Het bedrijf telt ongeveer 900 medewerkers waarvan ongeveer 650 mensen met een afstand tot de arbeidsmarkt. Anders dan bij dagbesteding, worden mensen in dienst vergoed voor het geleverde werk. Hierdoor valt Mariasteen onder de categorie sociale onderneming. Mariasteen is een onderdeel van de vzw Groep Gidts. Deze vzw is geassocieerd met de zorginstelling Dominiek Savio.

## Afdelingen
- Metaal en montage
- Hout
- Externe diensten: groendienst, poetslijn en schilder en klus
- Enclave: een enclave houdt in dat een groep werknemers met een begeleider voor langere tijd werkzaamheden gaan uitoefenen bij een ander bedrijf.

## Evolutie
- Oktober 1963: Start van de tewerkstelling. Mariasteen werd de eerste beschutte werkplaats in Vlaanderen.
- In 1967 werd de vestiging aan de Koolskampstraat te Gits in gebruik genomen.
- In 1975 werd er voor de eerste maal gebouwd in Rumbeke. Vanaf dan stelde de afdeling Gits voornamelijk mannen tewerk, de afdeling Rumbeke voornamelijk vrouwen.
- In 1984 opende de houtafdeling in Roeselare.
- In 2008 opende het strijkatelier z'n deuren en werd het Bezoekerscentrum GID(t)S opgericht.
- In 2011 opende de productie-eenheid M&M (metaal en montage).
- In 2018 opening vestiging Tielt.
- Vestigingen op heden:
- Gits: metaal en montage afdeling
- Roeselare: houtafdeling
- Tielt: licht industriële activiteiten[1]